# Omen
Et omen er  et jærtegn eller forvarsel. Der findes gode omen og dårlige omen. En sort kat betyder uheld i fremtiden. Det er et dårligt omen, mens f.eks. en regnbue er et godt omen. Et omen er en meddelelse om fremtiden.
Man har kendt til omen siden tidernes morgen. Guds tale til Jomfru Maria om, at hun skulle føde Jesus Kristus, Messias, var et helligt omen fra Gud.